# Danh sách bài hát quán quân Bài hát yêu thích năm 2014
Dưới đây là danh sách bài hát quán quân bảng xếp hạng Bài hát yêu thích của Việt Nam năm 2014.

## Lịch sử xếp hạng
– Bài hát Yêu thích của Năm
| Ngày phát hành | Bài hát               | Nghệ sĩ                             | Nguồn  |
| -------------- | --------------------- | ----------------------------------- | ------ |
| 3 tháng 1      | "Chiếc vòng cầu hôn"  | Đàm Vĩnh Hưng                       | [ 1 ]  |
| 10 tháng 1     | "Vết mưa"             | Vũ Cát Tường                        | [ 2 ]  |
| 17 tháng 1     | "Vết mưa"             | Vũ Cát Tường                        | [ 3 ]  |
| 24 tháng 1     | "Vết mưa"             | Vũ Cát Tường                        | [ 4 ]  |
| 31 tháng 1     | "Vết mưa"             | Vũ Cát Tường                        | [ 5 ]  |
| 7 tháng 2      | "Em của ngày hôm qua" | Sơn Tùng M-TP                       | [ 6 ]  |
| 14 tháng 2     | "Em của ngày hôm qua" | Sơn Tùng M-TP                       | [ 7 ]  |
| 21 tháng 2     | "Em của ngày hôm qua" | Sơn Tùng M-TP                       | [ 8 ]  |
| 28 tháng 2     | "Quê em mùa nước lũ"  | Phương Mỹ Chi                       | [ 9 ]  |
| 7 tháng 3      | "Quê em mùa nước lũ"  | Phương Mỹ Chi                       | [ 10 ] |
| 14 tháng 3     | "Quê em mùa nước lũ"  | Phương Mỹ Chi                       | [ 11 ] |
| 21 tháng 3     | "Quê em mùa nước lũ"  | Phương Mỹ Chi                       | [ 12 ] |
| 28 tháng 3     | "Quê em mùa nước lũ"  | Phương Mỹ Chi                       | [ 13 ] |
| 4 tháng 4      | "Quê em mùa nước lũ"  | Phương Mỹ Chi                       | [ 14 ] |
| 11 tháng 4     | "Quê em mùa nước lũ"  | Phương Mỹ Chi                       | [ 15 ] |
| 18 tháng 4     | "Quê em mùa nước lũ"  | Phương Mỹ Chi                       | [ 16 ] |
| 25 tháng 4     | "Quê em mùa nước lũ"  | Phương Mỹ Chi                       | [ 17 ] |
| 2 tháng 5      | "Quê em mùa nước lũ"  | Phương Mỹ Chi                       | [ 18 ] |
| 9 tháng 5      | "Quê em mùa nước lũ"  | Phương Mỹ Chi                       | [ 19 ] |
| 16 tháng 5     | "Quê em mùa nước lũ"  | Phương Mỹ Chi                       | [ 20 ] |
| 23 tháng 5     | "Quê em mùa nước lũ"  | Phương Mỹ Chi                       | [ 21 ] |
| 30 tháng 5     | "Quê em mùa nước lũ"  | Phương Mỹ Chi                       | [ 22 ] |
| 6 tháng 6      | "Quê em mùa nước lũ"  | Phương Mỹ Chi                       | [ 23 ] |
| 12 tháng 6     | "Nơi đảo xa"          | Tùng Dương                          | [ 24 ] |
| 20 tháng 6     | "Quê em mùa nước lũ"  | Phương Mỹ Chi                       | [ 25 ] |
| 27 tháng 6     | "Nơi đảo xa"          | Tùng Dương                          | [ 26 ] |
| 4 tháng 7      | "Quê em mùa nước lũ"  | Phương Mỹ Chi                       | [ 27 ] |
| 11 tháng 7     | "Quê em mùa nước lũ"  | Phương Mỹ Chi                       | [ 28 ] |
| 18 tháng 7     | "Quê em mùa nước lũ"  | Phương Mỹ Chi                       | [ 29 ] |
| 25 tháng 7     | "Quê em mùa nước lũ"  | Phương Mỹ Chi                       | [ 30 ] |
| 1 tháng 8      | "Nỗi nhớ vô hình"     | Tiến Minh hợp tác với Bùi Anh Tuấn  | [ 31 ] |
| 8 tháng 8      | "Nỗi nhớ vô hình"     | Tiến Minh hợp tác với Bùi Anh Tuấn  | [ 32 ] |
| 15 tháng 8     | "Nỗi nhớ vô hình"     | Tiến Minh hợp tác với Bùi Anh Tuấn  | [ 33 ] |
| 22 tháng 8     | "Màu hoa đỏ"          | Thanh Lam hợp tác với dàn hợp xướng | [ 34 ] |
| 29 tháng 8     | "Nỗi nhớ vô hình"     | Tiến Minh hợp tác với Bùi Anh Tuấn  | [ 35 ] |
| 5 tháng 9      | "Nỗi nhớ vô hình"     | Tiến Minh hợp tác với Bùi Anh Tuấn  | [ 36 ] |
| 12 tháng 9     | "Quê em mùa nước lũ"  | Phương Mỹ Chi                       | [ 37 ] |
| 19 tháng 9     | "Nỗi nhớ vô hình"     | Tiến Minh hợp tác với Bùi Anh Tuấn  | [ 38 ] |
| 26 tháng 9     | "Quê em mùa nước lũ"  | Phương Mỹ Chi                       | [ 39 ] |
| 3 tháng 10     | "Nỗi nhớ vô hình"     | Tiến Minh hợp tác với Bùi Anh Tuấn  | [ 40 ] |
| 10 tháng 10    | "Trách ai vô tình"    | Phi Nhung                           | [ 41 ] |
| 17 tháng 10    | "Trách ai vô tình"    | Phi Nhung                           | [ 42 ] |
| 24 tháng 10    | "Trách ai vô tình"    | Phi Nhung                           | [ 43 ] |
| 31 tháng 10    | "Trách ai vô tình"    | Phi Nhung                           | [ 44 ] |
| 7 tháng 11     | "Trách ai vô tình"    | Phi Nhung                           | [ 45 ] |
| 14 tháng 11    | "Trách ai vô tình"    | Phi Nhung                           | [ 46 ] |
| 21 tháng 11    | "Trách ai vô tình"    | Phi Nhung                           | [ 47 ] |
| 28 tháng 11    | "Không còn mùa thu"   | Thụy Vũ                             | [ 48 ] |
| 5 tháng 12     | "Không còn mùa thu"   | Thụy Vũ                             | [ 49 ] |
| 12 tháng 12    | "Không còn mùa thu"   | Thụy Vũ                             | [ 50 ] |
| 19 tháng 12    | "Quê em mùa nước lũ"  | Phương Mỹ Chi                       | [ 51 ] |
| 26 tháng 12    | "Quê em mùa nước lũ"  | Phương Mỹ Chi                       | [ 52 ] |